# Militarización
La militarización se puede entender de diversas maneras, la primera de ellas tiene que ver con la potenciación de las fuerzas armadas; para otros, la militarización es la utilización de las fuerzas armadas en tareas no tradicionales, como el desarrollo. Otros le llaman militarización al uso de las fuerzas armadas para combatir las amenazas internas de carácter no militar o para realizar misiones que le competen a las policías —como el combate del crimen organizado—. Finalmente, puede llamarse militarización a la existencia de facto, si bien no de jure, de un gobierno militar. 
La militarización es el proceso por el cual el estamento militar participa e incide en la sociedad, la política, la economía y la educación. La militarización en la política se plasma por la asunción, por parte de militares, de responsabilidades políticas. El caso más evidente de militarización política es el encarnado por las dictaduras militares. Sin embargo, los sistemas democráticos no están exentos de la presencia de militares entre los altos cargos políticos. 
Cabe señalar que no se debe confundir militarización con militarismo. El militarismo es la imposición de valores, perspectivas e ideales militares sobre la sociedad civil.

## Militarización económica
La militarización económica sucede cuando existen empresas y sectores económicos de un país en manos de militares. En consecuencia, la militarización de la economía supone la participación de los propios militares, es decir de los miembros de las Fuerzas Armadas, paramilitares, instancias burocráticas militares y servicios secretos, en la propiedad y gestión de determinadas empresas e incluso de sectores completos de la economía.

## Militarización de la educación
La militarización de la sociedad es, por su parte, la promoción de valores y actitudes militares en la educación, cultura y costumbres combinadas con una elevada presencia y protagonismo de militares y cuerpos de seguridad en la vida de un país. Por lo que se refiere a la militarización social, no se trata solo de la participación o toma del poder por parte del estamento militar, sino también de la imposición de los valores militares o castrenses en la sociedad: centralización de la autoridad, jerarquización, disciplina, obediencia y conformismo, combatividad, agresividad y xenofobia impulsada por la exaltación continua del patriotismo y sus símbolos. Los procesos de militarización social se ven especialmente extendidos cuando se producen procesos de militarización de la educación, tanto en su vertiente formal, en los propios centros educativos, como en los espacios educativos informales o familiares.

## Aspectos polémicos
Uno de los aspectos de gran relevancia y que generan mayor preocupación en relación con los procesos militarizadores de las sociedades se refiere a la generación de violencia que de manera implícita se da en la militarización.